# Pismo Beach
Pismo Beach är en stad (city) i San Luis Obispo County, i delstaten Kalifornien, USA. Enligt United States Census Bureau har staden en folkmängd på 7 726 invånare (2011) och en landarea på 9,3 km².